# Centeterus nigricornis
Centeterus nigricornis är en stekelart som beskrevs av Thomson 1891. Centeterus nigricornis ingår i släktet Centeterus och familjen brokparasitsteklar. Inga underarter finns listade.